# Fisher Scientific
Fisher Scientific International, Inc. var ett amerikanskt multinationellt tillverkningsföretag som utvecklade och tillverkade redskap som används inom bioteknik och sjukvård. Företaget hade kunder i fler än 150 länder världen över.

## Historik
Företaget grundades 1902 som Scientific Materials Co. i Pittsburgh i Pennsylvania av Chester Garfield Fisher. År 1926 fick företaget namnet Fisher Scientific Company. År 1965 blev företaget ett publikt aktiebolag och tre år senare börsnoterades det på New York Stock Exchange (NYSE). År 1981 blev Fisher Scientific uppköpt av Allied Corporation. Tio år senare gjordes 57% av företagets aktier tillgängliga för en ny börsnotering.
Den 9 november 2006 blev Fisher Scientific uppköpta av Thermo Electron för 12,8 miljarder amerikanska dollar. De två företagen blev då Thermo Fisher Scientific.